# Salome Jensová
Salome Jensová (* 8. května 1935 Milwaukee, Wisconsin) je americká herečka.
Na filmovém plátně debutovala v roce 1958 ve sci-fi snímku Terror from the Year 5000, v dalších letech se objevovala především v menších rolích v televizních seriálech a filmech, včetně seriálů jako jsou Kojak, MacGyver, Právo v Los Angeles, Nemocnice Chicago Hope či Melrose Place. Mezi její větší role patří Mae Olinski v seriálu Mary Hartman, Mary Hartman a Martha Kentová v seriálu Superboy. V epizodě „Závod“ seriálu Star Trek: Nová generace ztvárnila prastarého humanoida, v 15 epizodách seriálu Star Trek: Stanice Deep Space Nine hrála postavu Tvůrkyně, představitelku Dominionu. Objevila se také např. ve filmu Green Lantern.
Byla dvakrát vdaná, nejprve za herce Ralpha Meekera, později za televizního moderátora Lee Leonarda.
Její sestra Arnette je manželkou herce Anthonyho Zerbea.